# Valico del Rospatoio
Il Valico del Rospatoio (o Passo del Rospatoio) è un valico della Toscana, in Provincia di Siena, situato a 512 m s.l.m.
Il valico si trova sulla Strada Provinciale 33 della Rocca di Crevole, vicino al bivio con la Strada Provinciale 46 delle Ville di Corsano e collega la Val d'Arbia alla Val di Merse, mettendo in comunicazione il comune di Monticiano e il paese di Casciano di Murlo al resto del comune di Murlo e ai vari comuni della Val d'Arbia.
Il Passo del Rospatoio è anche parte del percorso ciclistico segnalato "Grand Tour Val di Merse", che sale il passo da Montepescini verso Vescovado, passando per Casciano.

## Descrizione
La strada che attraversa il valico è asfaltata, a singola corsia per senso di marcia e presenta curve molto strette con una dolce pendenza (la media è circa del 5.6%). I tornanti sono circa 4 salendo dalla Val di Merse e 5 salendo da Ville di Corsano, ma la maggior parte delle curve sono chiuse e impegnative da percorrere. Sul passo sono presenti varie piccole frazioni, fra cui Fontazzi di Murlo, Casanova, Crevole, Viamaggio e Lupompesi

## Ciclismo
| Corsa                        | Tappa                                                 | Vincitore         |
| ---------------------------- | ----------------------------------------------------- | ----------------- |
| Giro d'Italia 2010           | 7ª: Carrara > Montalcino                              | Cadel Evans       |
| Strade Bianche 2016          | 1ª: Siena, Fortezza Medicea > Siena, Piazza del Campo | Fabian Cancellara |
| Giro delle Crete Senesi 2023 | 1ª: Monteroni d'Arbia > Monteroni d'Arbia             | -                 |